# Соловцов, Николай Евгеньевич
Соловцов Николай Евгеньевич (род. 1 января 1949, г. Зайсан, Восточно-Казахстанская область, Казахская ССР, СССР) — советский и российский военачальник, Командующий Ракетными войсками стратегического назначения Российской Федерации (27.04.2001 — 03.08.2009), генерал-полковник (1995), доктор военных наук (2001), профессор (1999), член-корреспондент Российской академии ракетных и артиллерийских наук (2004), лауреат премии Правительства РФ в области науки и техники (2004).

## Биография
Окончил Ростовское высшее военное командно-инженерное училище имени Главного Маршала артиллерии М. И. Неделина (1966—1971), Военную академию имени Ф. Э. Дзержинского (1974—1977); Академические курсы этой академии (1984), Военную академию Генерального штаба Вооружённых Сил имени К. Е. Ворошилова (1991, экстерном).
После окончания училища служил инженером, затем командиром группы пуска ракетного полка (г. Алейск). После окончания академии служил начальником штаба ракетного полка (г. Ужур), начальником штаба ракетного полка (1980, г. Пашино), командиром гвардейского ракетного полка (1980—1983), начальником штаба 39-й ракетной Глуховской дивизии (1983—1984), командиром 35-й ракетной дивизии (12.1984-01.1989, г. Барнаул).
Являясь председателем Государственной комиссии, непосредственно осуществлял руководство контролем за качеством строительства боевых ракетных комплексов «Тополь» и приёмом их в эксплуатацию; первые ракетные полки, вооружённые подвижным грунтовым ракетным комплексом «Тополь» с 1985 приступили к несению боевого дежурства.
В январе 1989 — ноябре 1992 — первый заместитель командующего 31-й ракетной армией (Оренбург).
В ноябре 1992 — июне 1994 — командующий 53-й ракетной армией (г. Чита).
В июне 1994 — августе 1997 — первый заместитель главнокомандующего Ракетными войсками стратегического назначения.
В августе 1997 — апреле 2001 — начальник Военной академии имени Ф. Э. Дзержинского (в июле 1998 переименована в Военную академию РВСН имени Петра Великого).
С 27.04.2001 по 03.08.2009 — командующий Ракетными войсками стратегического назначения, председатель Военного совета РВСН.
Вступив в должность командующего РВСН, особое внимание уделял сохранению высокой боеготовности войск, дальнейшему совершенствованию ракетного вооружения, средств боевого управления и связи, развитию всех видов обеспечения ракетных соединений и частей и их боевой подготовке в условиях продолжающегося реформирования Вооружённых Сил РФ. Под его непосредственным руководством в РВСН были приняты на вооружение новые ракетные комплексы, а также продлены сроки эксплуатации ракет, уже стоящих на боевом дежурстве. Военно-экономическая работа по продлению сроков эксплуатации ракетных комплексов позволила сохранить группировку на уровне договорных отношений и высвободить огромные финансовые и другие ресурсы для их использования в других областях военного строительства, в первую очередь в интересах социальной защиты военнослужащих и улучшения их жилищных условий.
Доктор военных наук (2001), профессор (1999), член-корреспондент Российской академии ракетных и артиллерийских наук (2004), лауреат премии Правительства РФ в области науки и техники (2004). Имеет более 40 научных работ, используемых в учебном и воспитательном процессе в вузах и войсках. Под его редакцией к 50-летию РВСН впервые создана «Энциклопедия Ракетных войск стратегического назначения». Удостоен премии Правительства РФ за создание ракетно-космической системы на базе стратегических ракет РС-20 для запуска космических аппаратов (программа «Днепр»). Внёс значительный вклад в разработку концептуальных документов по военной безопасности РФ, в теорию и практику дальнейшего развития РВСН, обоснованию их роли и места в стратегическом ядерном сдерживании. На всех должностях в РВСН умело сочетал высокую требовательность с заботой о подчинённых, как военачальник и специалист в области испытаний и эксплуатации ракетной техники имеет высокий авторитет у личного состава войск, ветеранов-ракетчиков и работников ракетно-космической промышленности. С августа 2009 в отставке.

## Звания
- Воинские звания капитана, подполковника и полковника присвоены досрочно.
- Генерал-майор (1988)
- Генерал-лейтенант (1993)
- Генерал-полковник (1995)
- Почётный гражданин ЗАТО Первомайский Кировской области

## Награды
- Орден «За заслуги перед Отечеством» IV степени (2004)
- Орден «За военные заслуги» (1996)
- Орден «Знак Почёта» (1980)
- Орден «За службу Родине в Вооружённых Силах СССР» III степени (1990)
- медали

## Труды
- Военный энциклопедический словарь ракетных войск стратегического назначения (ВЭС РВСН). / Гл. ред.: И. Д. Сергеев, В. Н. Яковлев, Н. Е. Соловцов. Москва; Министерство обороны Российской Федерации, Большая Российская энциклопедия; 1999. — 634 с. — 8500 экз. — ISBN 5-85270-315-X.